# Města s župním právem

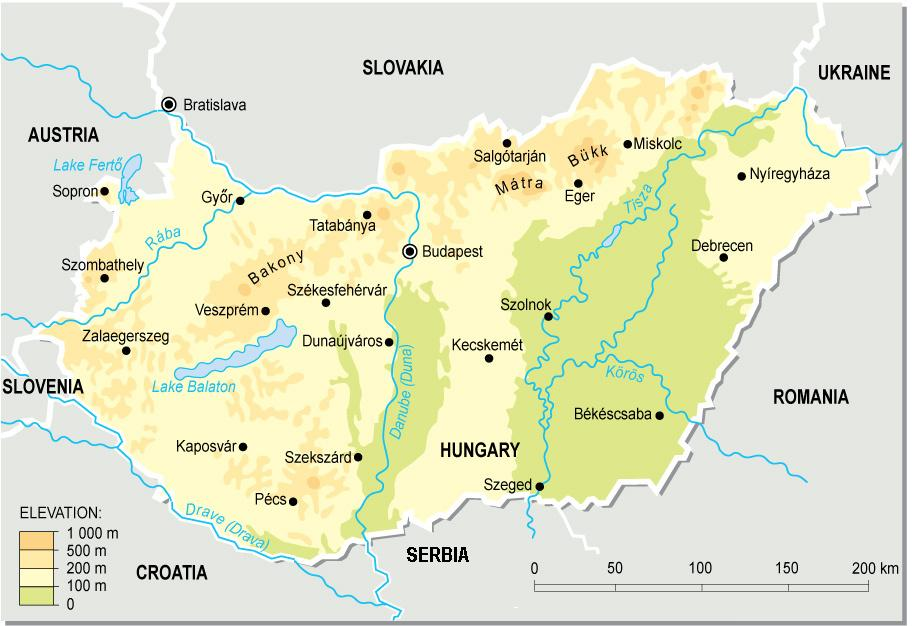
Mapa Maďarska

Města s župním právem (maďarsky Megyei jogú város) jsou maďarská města, která mají stejnou nebo podobnou míru samosprávy jako župy, ve kterých se nacházejí. Jedná se o jistou obdobu statutárních měst v Česku. Od roku 2022 má tato práva 25 maďarských měst. Budapešť se do této kategorie nepočítá, neboť jakožto hlavní město je samostatnou správní jednotkou o 23 obvodech, bezprostředně podřízenou centrálním orgánům státu.

## Historie

### 1954–1971
Dne 28. listopadu 1954 získala čtyři (po Budapešti) největší města Maďarské lidové republiky zvýšená práva, která si udržela až do změny v roce 1971.
Města se zvýšenými právy:
- Debrecín
- Miskolc
- Pécs
- Szeged

### 1971–1990
Změnou komunálního systému v roce 1971 byla zavedena nová kategorie tzv. Megyei város (Župní město).
S účinností od 25. dubna téhož roku byla nová práva udělena následujícím městům:
- Debrecín
- Győr
- Miskolc
- Pécs
- Szeged

Od 1. dubna 1989 se počet měst rozšířil ještě o:
- Kecskemét
- Nyíregyháza
- Székesfehérvár

## Komunální systém od roku 1990
V roce 1990 byla opět zavedena kategorie Města s župním právem a byla udělena 20 městům, jejichž populace převyšovala 50 tisíc obyvatel. Většinou šlo o župní města, byly však i výjimky (Dunaújváros, Hódmezővásárhely, Nagykanizsa, Sopron). V roce 1994 tato práva získala ještě města Salgótarján a Szekszárd, jejichž počet obyvatel sice zdaleka nedosahoval stanovené hranice, ale šlo o hlavní města žup. 
Roku 2006 byl do této kategorie povýšen Érd, který díky masivnímu růstu (suburbanizace Budapešti) splnil velikostní limit, zároveň se tak stal prvním městem Pešťské župy s tímto titulem. Roku 2022 získala župní práva ještě města Baja a Ostřihom, hlavně z historických důvodů (Ostřihom jako historické hlavní město Uherska a Baja jako středisko maďarské části Bačky).

### Současná města s župním právem
| Znak | Město            | Od roku | Župa                   |
| ---- | ---------------- | ------- | ---------------------- |
|      | Baja             | 2022    | Bács-Kiskun            |
|      | Békéscsaba       | 1990    | Békés                  |
|      | Debrecín         | 1990    | Hajdú-Bihar            |
|      | Dunaújváros      | 1990    | Fejér                  |
|      | Eger             | 1990    | Heves                  |
|      | Érd              | 2006    | Pest                   |
|      | Esztergom        | 2022    | Komárom-Esztergom      |
|      | Győr             | 1990    | Győr-Moson-Sopron      |
|      | Hódmezővásárhely | 1990    | Csongrád-Csanád        |
|      | Kaposvár         | 1990    | Somogy                 |
|      | Kecskemét        | 1990    | Bács-Kiskun            |
|      | Miskolc          | 1990    | Borsod-Abaúj-Zemplén   |
|      | Nagykanizsa      | 1990    | Zala                   |
|      | Nyíregyháza      | 1990    | Szabolcs-Szatmár-Bereg |
|      | Pécs             | 1990    | Baranya                |
|      | Salgótarján      | 1994    | Nógrád                 |
|      | Sopron           | 1990    | Győr-Moson-Sopron      |
|      | Szeged           | 1990    | Csongrád-Csanád        |
|      | Szekszárd        | 1994    | Tolna                  |
|      | Székesfehérvár   | 1990    | Fejér                  |
|      | Szolnok          | 1990    | Jász-Nagykun-Szolnok   |
|      | Szombathely      | 1990    | Vas                    |
|      | Tatabánya        | 1990    | Komárom-Esztergom      |
|      | Veszprém         | 1990    | Veszprém               |
|      | Zalaegerszeg     | 1990    | Zala                   |